# آشانت
آشانت (به هندی: Vishnu Vijaya) یا ویشنو ویجایا فیلمی محصول سال ۱۹۹۳ و به کارگردانی کیشو رمزی است. در این فیلم بازیگرانی همچون آکشی کومار، ویشووردهان، آشوینی بیهیو، مامتا کولکارنی، شارات ساکسنا، پانت ایثار ایفای نقش کرده‌اند.